# Rafael Astarita
Rafael Astarita, né le 2 août 1912 à Brooklyn et mort le 7 décembre 1994 dans le New Jersey, est un dessinateur de comics américain.

## Biographie
Raphael Jerard Norman Astarita naît le 2 août 1912 à Brooklyn. Après des études à la High School of Industrial Arts de New York, la Grand Central School of Art et l'Institut Pratt, il entame une carrière de dessinateur de comics au studio de Harry Chesler sur des séries publiées par Centaur Publications de 1936 à 1939. Il est ensuite dans le studio de Jerry Iger et Will Eisner puis travaille pour DC Comics. Dans les années 1940, il travaille aussi deux ans pour Fiction House. EN 1944, il est appelé à servir dans la garde nationale où il reste jusqu'en 1946. Il revient alors chez Fiction House pour illustrer des pulps, ce qu'il fait aussi pour l'éditeur Ned Pines. Celui-ci possède aussi une maison d'édition de comics, Standard Comics, et l'engage en tant que directeur artistique. En collaboration avec Graham Ingels il est entre autres chargé de reprendre les séries dessinées par Ken Battefield dont la qualité ne satisfait pas l'éditeur. Dans les années 1940 et 1950, son nom se retrouve chez de nombreux éditeurs comme Fawcett Comics, Orbit Publications, St. John et Avon Publications. Il abandonne les comics dans les années 1950 et poursuit une carrière d'illustrateur entre autres pour la Picture World Encyclopedia et pour des pulps. En 1956, il ouvre une agence de publicité mais celle-ci ferme deux ans plus tard. Il continue cependant à travailler dans ce domaine en étant directeur artistique d'une société de films publicitaires. Marié, il est amené à prendre soin de sa femme qui a eu une crise cardiaque. Il passe les années de sa retraite à s'occuper de son épouse et à peindre des paysages, surtout maritimes. Il meurt d'un cancer colorectal le  7 décembre 1994 dans le New Jersey.